# Moulay Brahim (soufi)
Pour les articles homonymes, voir Brahim (homonymie) et Moulay Brahim.
Moulay Brahim ou Moulay Brahim ben Ahmed Mghari est un soufi ayant vécu au XVIIe siècle, mort en 1661. 

## Signification de son nom
Moulay Brahim, aussi appelé en arabe Ṭayr al-Jabal "oiseau de la montagne", était un saint soufi.

## Biographie
Moulay Brahim est le petit-fils d'Abdallah ben Houssein Al-Hassani, le fondateur de la zawiya de Tameslouht. Fondée vers 1525, elle est l'une des plus grandes de la région de Marrakech.
La zaouïa de ben Brahim Moulay a été fondée en 1628 pendant le règne de sultan Zidan Abu Maali dans le village de Kik, appelé depuis Moulay Brahim, situé à quelques kilomètres à l'ouest de Tameslouht.